# Andrea Ehrig-Mitscherlich
Andrea Ehrig-Mitscherlich, també coneguda amb el nom d'Andrea Mitscherlich, Andrea Schöne o Andrea Ehrig, (Dresden, República Democràtica Alemanya 1960) és una patinadora de velocitat sobre gel alemanya, ja retirada, que destacà entre les dècades del 1970 i 1980.

## Biografia
Va néixer l'1 de desembre de 1960 a la ciutat de Dresden, població situada a l'estat de Saxònia, i que en aquells moments formava part de la República Democràtica Alemanya (RDA) i que avui en dia forma part d'Alemanya. Estigué casada amb el també patinador Andreas Ehrig.

## Carrera esportiva
Als 15 anys va participar en els Jocs Olímpics d'Hivern de 1976 realitzats a Innsbruck (Àustria), on va aconseguir la medalla de plata en la prova dels 3.000 m. i va finalitzar desena en la prova dels 1.500 metres. En els Jocs Olímpics d'Hivern de 1980 realitzats a Lake Placid (Estats Units) va finalitzar quarta en la prova dels 3.000 m. i sisena en la dels 1.500 metres. En els Jocs Olímpics d'Hivern de 1984 realitzats a Sarajevo (Iugoslàvia aconseguí tres medalles olímpiques: la medalla d'or en els 3.000 m. i dues medalles de plata en els 1.000 i 1.500 metres. En els Jocs Olímpics d'Hivern de 1988 realitzats a Calgary (Canadà) aconseguí tres noves medalles: dues medalles de plata en les proves de 3.000 i 5.000 metres, i una medalla de bronze en la prova dels 1.500 metres, a més de finalitzar quarta en la prova dels 1.000 m. i desena en la dels 500 metres.
Al llarg de la seva carrera aconseguí cinc vegades el Campionat Europeu de patinatge de velocitat (1983 i 1985-1988) i dues vegades el Campionat del Món de la mateixa especialitat (1983 i 1985), a més de quatre segons llocs en aquesta última competició.
Entre 1983 i 1987 va establir 10 rècords mundials en proves dels 1.500 als 10.000 metres.